# Norbert Demmel
Norbert Demmel (* 5. Mai 1903 in Linz, Österreich; † unbekannt) war ein deutscher Architekt und SS-Führer österreichischer Herkunft.
Demmel gab bei der SS stets an, November 1928 der NSDAP beigetreten zu sein (Mitgliedsnummer 104.482), allerdings weist die Zentralkartei der Partei nur eine Karte mit Beitritt zum 27. Februar 1933 aus (Mitgliedsnummer 1.452.067). Am 28. August 1934 flüchtete Demmel aus Österreich, wo gegen ihn wegen Beteiligung am nationalsozialistischen Putschversuch ein Haftbefehl bestand, nach Deutschland. Zum selben Tag wurde er in die SS aufgenommen (SS-Nummer 264.882) und regelmäßig befördert, zum 20. April 1939 erreichte er als SS-Sturmbannführer seinen höchsten Rang. Er übernahm die Leitung des Unterkunftsbaus des Hilfswerklagers Schleißheim, das flüchtigen Österreichern offenstand. Er organisierte den Bau von Unterkünften für die SS in Arolsen und München. Bis 1937 hatte er die Bauleitung der Wewelsburg inne und zusätzlich die Bauleitung der Externsteine-Stiftung, die er verwaltete. Vom 1. September 1937 bis 1945 war er im DRK-Präsidium tätig, in das er von Oswald Pohl berufen wurde, dem er unterstand, und seit 1938 Leiter der Bauhauptabteilung im Verwaltungsamt. In dieser Funktion schuf er den Entwurf für sein architektonisches Hauptwerk, das DRK-Präsidialgebäude in Potsdam-Babelsberg.
Nach dem Zweiten Weltkrieg war er in Düsseldorf ansässig und baute Schulen, u. a. die Hildegardis-Schule in Bochum (1955–1957) und die unter Denkmalschutz stehende ehemalige Volksschule und heutige Grundschule in Düsseldorf-Bilk (1956–1958). sowie 1959 ein Wohnhochhaus in der Brehmstraße in Düsseldorf.